# Varangers prosteri

Prosterier i Nord-Hålogalands stift. Det ljusgula området på kartan är Varangers prosteri.

Varangers prosteri (norska: Varanger prosti) är ett kontrakt (prosteri, norska: prosti) i Nord-Hålogalands stift inom Norska kyrkan. Kontraktet omfattar kommunerna Berlevåg, Båtsfjord, Sør-Varanger, Vadsø och Vardø i Finnmark fylke i norra Norge.
Varangers prosteri är Norska kyrkans östligaste kontrakt och gränsar till både Ryssland och Finland. Prosten har sitt säte i fylkets residensstad Vadsø.

## Socknar
Varangers prosteri består av fem socknar (norska: sokn eller sogn), motsvarande kommunerna:
- Berlevågs socken
- Båtsfjords socken
- Sør-Varangers socken
- Vadsø socken
- Vardø socken